# لغة الإشارة في مارثا فينيارد
لغة إشارة مارثا فينيارد (MVSL) هي لغة إشارة قروية وكانت تُستخدم على نطاق واسع في جزيرة مارثا فينيارد بالولايات المتحدة الأمريكية منذ أوائل القرن الثامن عشر وحتى عام 1952. وقد استخدمها الصم والبكم في المجتمع على حد سواء، ومن ثم لم يكن الصمم عائقًا أمام المشاركة في الحياة العامة. كما كان الصم الذين يستخدمون لغة إشارة مارثا فينيارد يتمتعون باستقلالية تامة.
تمكنت اللغة من الازدهار بسبب النسبة العالية بوجه غير عادي من سكان الجزيرة الصم ولأن الصمم كان سمة متنحية مما يعني أنه قد يكون لدى أي شخص تقريبًا أشقاء صم وسامعون. ففي عام 1854 عندما بلغ عدد الصم في الجزيرة ذروته كان متوسط شخص واحد من كل 155 أصم بينما كان المتوسط الوطني للولايات المتحدة واحدًا من كل حوالي 5730. وفي بلدة تشيلمارك التي كان بها أعلى تركيز للصم في الجزيرة كان المتوسط 1 من كل 25، وفي وقت ما -في قسم من تشيلمارك يسمى سكويبنوكت- كان ما يصل إلى 1 من كل 4 من السكان البالغ عددهم 60 شخصًا أصمًا.
تراجعت لغة الإشارة في الجزيرة مع هجرة السكان إلى البر الرئيسي. ولا يوجد اليوم من يتقن لغة الإشارة المعكوسة (MVSL). كما توفيت كاتي ويست وهي آخر شخص أصم وُلد في تقاليد لغة الإشارة في الجزيرة عام 1952 مع وجود عدد قليل من السكان المسنين الذين ما زالوا قادرين على تذكر لغة الإشارة المعكوسة (MVSL) عندما بدأ الباحثون في دراسة اللغة في ثمانينيات القرن العشرين. ويعمل اللغويون على إنقاذ اللغة لكن مهمتهم صعبة لعدم قدرتهم على تجربة لغة الإشارة المعكوسة (MVSL) بصفة مباشرة.

## التاريخ

### الأصول
ظهر الصمم الوراثي في مارثا فينيارد بحلول عام 1714. ويمكن إرجاع أصل معظم سكان مارثا فينيارد الصم إلى منطقة غابات في جنوب إنجلترا تُعرف باسم ويلد -وتحديدًا جزء ويلد في مقاطعة كينت. قد تنحدر لغة إشارة مارثا فينيارد (مفسل) من لغة إشارة مفترضة لتلك المنطقة في القرن السادس عشر والتي يشار إليها الآن باسم لغة إشارة كينت القديمة. كما هاجرت عائلات من مجتمع بيوريتاني في كينتيش ويلد إلى مستعمرة خليج ماساتشوستس في أمريكا البريطانية في أوائل القرن السابع عشر واستقر العديد من أحفادهم لاحقًا في مارثا فينيارد. إن أول شخص أصم معروف استقر هناك هو جوناثان لامبرت -النجار والمزارع- الذي انتقل إلى هناك مع زوجته -التي لم تكن صماء- في عام 1694. وبحلول عام 1710 توقفت الهجرة تقريبًا واحتوى المجتمع المترابط الذي أنشؤوه على نسبة عالية من الصمم الوراثي الذي استمر لأكثر من 200 عام.
في بلدة تشيلمارك التي كان بها أعلى تركيز للصم في الجزيرة كان المتوسط 1 من 25، وفي وقت ما في قسم من تشيلمارك يسمى سكويبنوكت كان ما يصل إلى 1 من كل 4 من السكان البالغ عددهم 60 شخصًا أصمًا. وبحلول القرن الثامن عشر كانت هناك لغة إشارة مميزة لتشيلمارك. أما في القرن التاسع عشر فقد تأثرت هذه اللغة بلغة الإشارة الفرنسية وتطورت إلى لغة الإشارة الفينيسية في القرنين التاسع عشر والعشرين. ومن أواخر القرن الثامن عشر إلى أوائل القرن العشرين امتلك كل شخص تقريبًا في جزيرة مارثا فينيارد درجة ما من الطلاقة في اللغة.
مع اختلاف الأشخاص الذين كانوا يعتمدون على خدمات مارثا فينيارد للصم إلا أنهم كانوا يمارسون نفس الأنشطة التي يمارسها سكان مارثا فينيارد النموذجيون. وكان الصم يعملون في وظائف معقدة وبسيطة ويحضرون فعاليات الجزيرة ويشاركون في المجتمع. وعلى عكس بعض مجتمعات الصم الأخرى حول العالم كانوا يُعاملون كأشخاص عاديين. حيث يعيش الصم الذين يعيشون في ريف المكسيك في مجتمع مماثل لكن قلة من السامعين يعيشون هناك بصفة دائمة. غالبًا ما تكون مجتمعات الصم الأخرى معزولة عن السكان السامعين، إلا أن مجتمع الصم في مارثا فينيارد في تلك الفترة كان استثنائيًا في اندماجه مع عامة السكان.
لم يستبعد مستخدمي مفسل الصم من جهة بقية المجتمع في مارثا فينيارد لكنهم واجهوا بالتأكيد تحديات بسبب صممهم. كما كان من الصعب للغاية الحفاظ على الزواج بين شخص أصم وشخص يسمع مع أن كلاهما يمكنهما استخدام مفسل. ولهذا السبب يتزوج الصم عادةً من الصم مما يرفع درجة زواج الأقارب حتى إلى ما هو أبعد من ذلك بين عامة سكان مارثا فينيارد. وأدى هذا المعدل المرتفع من زيجات الصم إلى زيادة عدد الصم داخل المجتمع بمرور الوقت حيث ورث جميع ذرية هؤلاء الأزواج سمة الصمم المتنحية المشتركة لوالديهم وكانوا أيضًا صمماً خلقيًا. وغالبًا ما ارتبط مستخدمو مفسل ارتباطًا وثيقًا وساعدوا وعملوا مع بعضهم البعض للتغلب على المشكلات الأخرى الناجمة عن الصمم. لقد قاموا بالترفيه في الفعاليات المجتمعية وعلموا الصغار السامعين المزيد من مفسل. كما تحدثوا بلغة الإشارة وعلموها للأطفال السامعين في وقت مبكر من سنواتهم الأولى لمساعدتهم على التواصل مع العديد من الصم الذين سيقابلونهم في المدرسة. قاموا بدراسة العلامات غير اليدوية مثل حركة الشفاه وتعبيرات الوجه بالإضافة إلى إيماءات اليد والسلوكيات. توجد أيضًا مدارس منفصلة خصيصًا لتعلم لغة الإشارة الطبية. كما كان الأشخاص الذين يسمعون يستخدمون لغة الإشارة أحيانًا حتى في حالة عدم وجود أشخاص صم حاضرين. وعلى سبيل المثال كان الأطفال يستخدمون لغة الإشارة خلف ظهر معلم المدرسة وكان البالغون يستخدمون لغة الإشارة لبعضهم البعض أثناء خطب الكنيسة وكان المزارعون يستخدمون لغة الإشارة لأطفالهم عبر الحقل الواسع وكان الصيادون يستخدمون لغة الإشارة لبعضهم البعض من قواربهم عبر المياه حيث لا يمكن للكلمة المنطوقة أن تحمل.

### هجرة الصم إلى البر الرئيسي
في أوائل القرن التاسع عشر بدأت فلسفة تعليمية جديدة في الظهور في البر الرئيسي وافتُتحت أول مدرسة للصم في البلاد عام 1817 في هارتفورد بولاية كونيتيكت (والتي تُسمى الآن المدرسة الأمريكية للصم). والتحق بها العديد من الأطفال الصم في مارثا فينيارد آخذين معهم لغة الإشارة الخاصة بهم. كما كانت لغة المعلمين هي لغة الإشارة الفرنسية واستخدم العديد من الطلاب الصم الآخرين أنظمة الإشارة المنزلية الخاصة بهم. وأصبحت هذه المدرسة تُعرف بأنها مهد مجتمع الصم في الولايات المتحدة واندمجت أنظمة الإشارة المختلفة المستخدمة هناك -بما في ذلك لغة الإشارة الطبية الصم- لتصبح لغة الإشارة الأمريكية أو أسل - وهي الآن واحدة من أكبر لغات المجتمع في البلاد.
مع بقاء المزيد من الصم في البر الرئيسي وعودة آخرين أحضروا معهم أزواجًا صمًا التقوا بهم هناك (ربما لم يكن فقدان السمع لديهم ناتجًا عن نفس السبب الوراثي) بدأ خط الصمم الوراثي يتضاءل. وفي مطلع القرن العشرين بدأ مجتمع الصيادين والمزارعين -الذي كان معزولًا سابقًا- يشهد تدفقًا للسياح الذين أصبحوا ركيزة أساسية في اقتصاد الجزيرة. لم تكن الوظائف في قطاع السياحة ملائمة للصم كما كانت عليه الحال في قطاعي الصيد والزراعة ومع انضمام سكان مارثا فينيارد إلى البر الرئيسي نتيجة الزواج المختلط والهجرة أصبح مجتمع الجزيرة أقرب إلى المجتمع الأوسع هناك.
توفيت كاتي ويست آخر شخص أصم وُلد في ظل تقاليد لغة الإشارة في الجزيرة عام 1952. ولم يتمكن سوى عدد قليل من كبار السن من تذكر لغة الإشارة مفسل إلا في ثمانينيات القرن الماضي عندما بدأ البحث في هذه اللغة. وفي الواقع عندما زار أوليفر ساكس الجزيرة لاحقًا بعد قراءة كتاب عن هذا الموضوع لاحظ أن مجموعة من كبار السن من سكان الجزيرة كانوا يتحدثون معًا ثم انقطعوا عن لغة الإشارة لفترة وجيزة ثم عادوا إلى الكلام.

### انخفاض
تراجعت لغة الإشارة في مارثا فينيارد بعد افتتاح المدرسة الأمريكية للصم. ومع أن طلاب مارثا فينيارد أثروا على إنشاء لغة الإشارة الأمريكية بمساهمات من مدرسة مارثا فينيارد للصم عند عودتهم إلى ديارهم إلا أنهم أحضروا معهم استخدام لغة الإشارة الأمريكية وتلاشت مدرسة مارثا فينيارد للصم. فبالإضافة إلى ذلك ومع سهولة النقل في القرن التاسع عشر أدى تدفق الأشخاص الذين يسمعون إلى إدخال المزيد من التنوع الجيني ولم يعد الصمم الوراثي شائعًا. كما كانت كاتي ويست التي توفيت عام 1952 آخر شخص في سلسلة الصمم الوراثي في مارثا فينيارد. وبعد وفاتها لاحظ أوليفر ساكس في ثمانينيات القرن العشرين أن بعض كبار السن من سكان الجزيرة الذين يسمعون يمكنهم تذكر بعض الإشارات لكن اللغة انقرضت حقًا بعد هذه النقطة.

### الانبعاث
في السنوات الأخيرة شهدت الجزيرة جهودًا لإعادة إدخال لغة الإشارة الأمريكية إلى ثقافة الجزيرة. وبدأت لين ثورب المقيمة في مارثا فينيارد مهمتها لإحياء لغة الإشارة الأمريكية في أوائل العقد الأول من القرن الحادي والعشرين بهدف إعادة إدراجها كلغة ثانية. وبعد دراسة اللغة بناء على مراجع مثل كتاب "الجميع هنا يتحدثون لغة الإشارة" لإيلين غروس وسلسلة من الدروس التعليمية عام 1989 بعنوان "إنتراك" بدأت ثورب بلقاء زملائها من سكان فينيارد أسبوعيًا لممارسة لغة الإشارة معًا. وبعد حوالي عقد من الزمان بدأت ثورب بتدريس دروس منتظمة في المراكز المجتمعية المحلية. ومؤخرًا اعتمدت مدرسة إدغارتاون الابتدائية لغة الإشارة الأمريكية في مناهجها الدراسية وستتبعها قريبًا مدارس مارثا فينيارد العامة الأخرى.

## في الثقافة الشعبية
"أرني إشارة" للكاتبة آن كلير ليزوت رواية موجهة للأطفال في المرحلة المتوسطة تتناول حياة مجتمع الصم المزدهر في جزيرة مارثا فينيارد في أوائل القرن التاسع عشر. ففي الرواية يستخدم الصم والبكم لغة الإشارة في جزيرة مارثا فينيارد للتواصل مع بعضهم البعض بنجاح.

## قراءة إضافية
- Bakken Jepsen، Julie؛ De Clerck، Goedele؛ Lutalo-Kiingi، Sam؛ McGregor، William (2015). Sign Languages of the World: A Comparative Handbook. Preston, UK: Walter De Gruyter, Inc. ISBN:978-1-61451-796-2. مؤرشف من الأصل في 2018-07-04. اطلع عليه بتاريخ 2017-02-28.
- Dresser، Tom (2015). Martha's Vineyard, a history. Charleston, SC: History Press. ISBN:978-1626193765.